# Bebe Wood
Bebe Wood (Kansas City, 8 agosto 2001) è un'attrice statunitense.

## Biografia
Bebe Wood si appassionò alla recitazione dopo aver visto il musical Chitty Chitty Bang Bang al London Palladium nel 2005. Wood ha cominciato a recitare da bambina, apparendo in episodi di 30 Rock e Veep - Vicepresidente incompetente, prima di ottenere il ruolo principale di Shanie Clemmons in The New Normal nel 2012 e nel 2013. Nel 2014 ha recitato nelle serie TV Un papà da Oscar e About a Boy e nello stesso anno ha fatto il suo debutto cinematografico nel film Natale con i tuoi. Tra il 2016 e il 2017 ha recitato nella sitcom The Real O'Neals nel ruolo principale di Shannon O'Neal, a cui sono seguite apparizioni in American Housewife e Love, Victor.

## Filmografia

### Cinema
- Natale con i tuoi (A Merry Friggin' Christmas), regia di Tristram Shapeero (2014)
- Mean Girls, regia di Arturo Perez Jr e Samantha Jayne (2024)

### Televisione
- Submission Only - serie TV, 2x4 (2011)
- 30 Rock - serie TV, 6x18 (2012)
- Veep - Vicepresidente incompetente - serie TV, 1x6 (2012)
- The New Normal - serie TV, 22 episodi (2012-2013)
- Un papà da Oscar - serie TV, 4 episodi (2013-2014)
- About a Boy - serie TV, 1x9 (2014)
- Wet Hot American Summer: First Day of Camp - serie TV, 1x2 (2015)
- The Real O'Neals - serie TV, 29 episodi (2016-2017)
- American Housewife - serie TV, 2x11 (2018)
- Love, Victor - serie TV, 28 episodi (2020-2022)

### Doppiaggio
- Trollhunters: I racconti di arcadia - serie TV, 4 episodi (2016-2018)
- 3 in mezzo a noi - serie TV, 9 episodi (2018-2019)
- I Maghi: I racconti di Arcadia - serie TV, 1x8 (2020)

## Doppiatrici italiane
- Sara Labidi in The New Normal